# Поляки в Казахстане

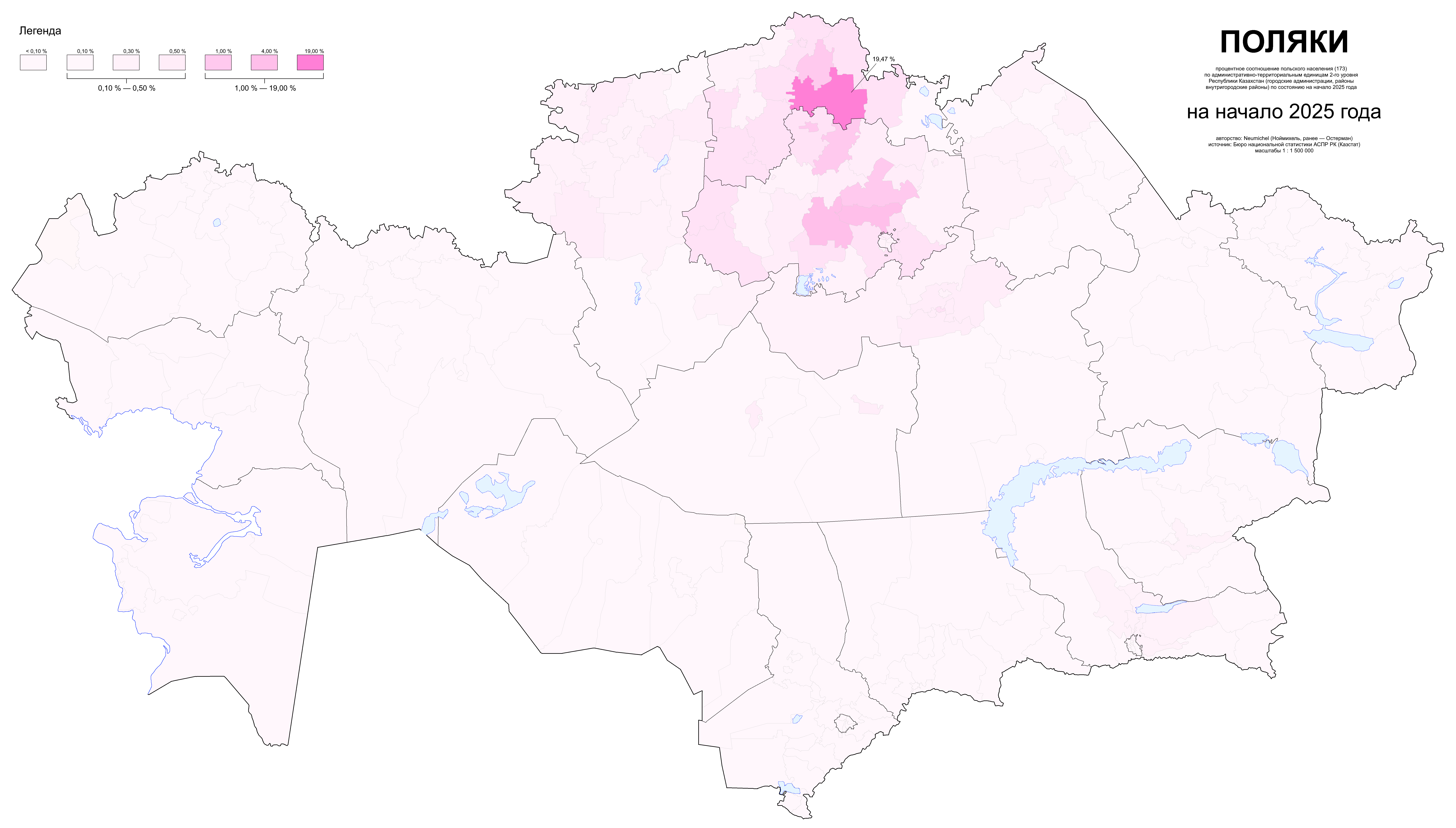
Расселение поляков в Казахстане по административно-территориальным единицам 2-го уровня, оценка на начало 2025 г.

Поляки в Казахстане (пол. Polacy w Kazachstanie, каз. Қазақстандағы поляктар) — одна из национальных диаспор в Казахстане. Часть мировой польской диаспоры, именуемой Полония. По итогам переписи 2021 года в Казахстане живут 35 319 поляков (0,18 % населения страны). Поляки более компактно проживают в Северном Казахстане (Северо-Казахстанская, Акмолинская, Костанайская области). Северо-Казахстанская область отличается максимальной концентрацией поляков (10 848 человек; 2 % населения области). Польская диаспора Казахстана на сегодняшний день практически полностью состоит из людей, родившихся на территории республики в советский и постсоветский периоды. Для большинства поляков в Казахстане русский язык является родным. Польская община в основном состоит из двух частей — потомков добровольных переселенцев конца XIX — начала XX века и депортированных в 1930—1940-х годах во время правления Иосифа Сталина.

## История

### Политические ссыльные XIX века

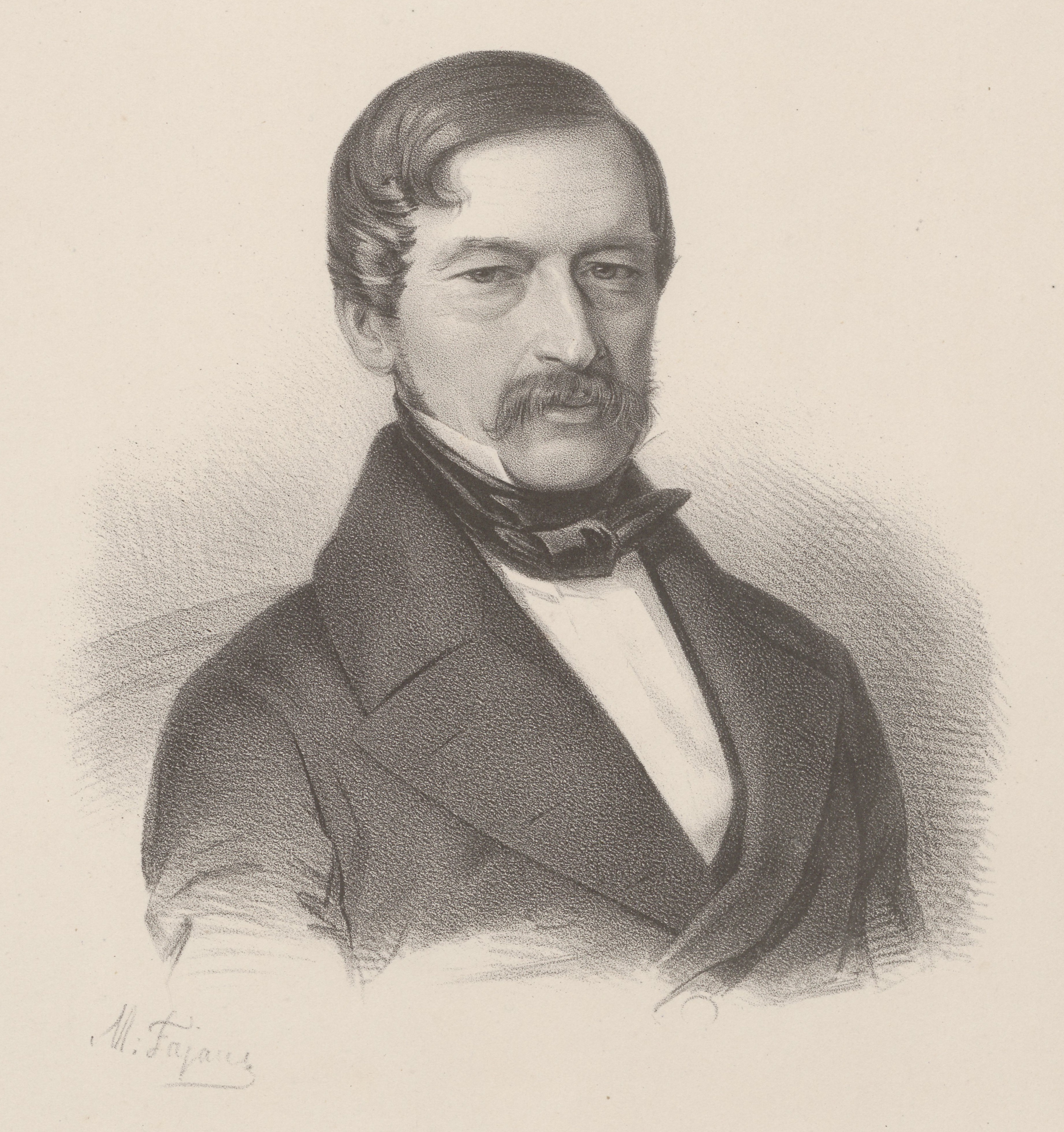
Польский писатель Густав Зелинский, написавший поэму «Киргиз» о жизни казахских племён

Появление поляков на территориях Северо-Казахстанской и Восточно-Казахстанской областей связано с историей сибирских казаков. В 1813 году в Сибирское линейное казачье войско прибыло 438 пленных поляков в возрасте от 19 до 56 лет, которые были распределены по казачьим полкам. Военнослужащие, принявшие присягу Российской империи, по их желанию были причислены к казачьему сословию. В XIX веке на Урал и в Сибирь продолжали прибывать ссыльные поляки — участники национально-освободительных движений. Так, в 1840-е годы в Сибири, а затем в Казахстане отбывали ссылку польские революционные деятели Адольф Янушкевич, Густав Зелинский, Кароль Балинский и другие. Одним из основных мест сосредоточения польских ссыльных был город Усть-Каменогорск. Получив амнистию в 1813 и 1855 годах, не все ссыльные пожелали вернуться на родину. Многие из них женились на казачках, и выезд им был запрещён.
В 1824 году была образована станица Арык-Балыкская, в 1827 году сюда были направлены четверо казаков-поляков с семьями, в 1860-е годы — 12 польских военнопленных, участников восстания 1863—1864 годов. В 1903 году в станице из 152 домов 46 принадлежали потомкам польских переселенцев.
Польские политические ссыльные и поляки, прибывшие с научной целью, внесли большой вклад в этнографию, геологию, географию и другие науки Казахстана, активно занимались культурно-просветительской деятельностью, открывали музеи и библиотеки. В 1827—1837 годах Томаш Зан совершал многочисленные исследовательские поездки по Уралу, углублялся и в казахские степи. Его рассказы о Казахстане были опубликованы в 1863 году в Кракове под названием «Жизнь и корреспонденция Томаша Зана». Друга Зана — Адам Сузин в 1834 году совершил поездку в Казахстан, переправился через реку Илек и добрался до реки Ульбы, жил среди казахов, изучал их традиции. Свои наблюдения он опубликовал в труде «Экспедиция в киргизские степи, совершённая в 1834 году Адамом Сузиным». Писатель Густав Зелинский в ссылке написал поэмы «Киргиз» и «Степь», описав кочевья, традиции и обычаи казахов. Адольф Янушкевич по случаю бракосочетания цесаревича получил разрешение работать в канцелярии Пограничного управления сибирскими киргизами, проводил перепись на территории Семиречья. Янушкевич хорошо знал казахский язык, в течение 18 лет собирал казахские песни и легенды. В своих дневниках он также оставил много сведений о Кунанбае — отце казахского поэта Абая.
Одним из выдающихся исследователей Казахстана и Средней Азии был польский географ Карл Богданович, в 1889 году он изучал Северный и Южный Казахстан, участвовал в экспедиции в Кашгарию. Учеником Богдановича был Стефан Чарноцкий, который ещё студентом начал геологические исследования в Акмолинской области, а затем занимался разведкой нефтяных пластов Эмбы. В 1882 году польский провизор Юзеф Сенчиковский основал в городе Верном первую аптеку, в его доме располагалась фармацевтическая лаборатория, которая впоследствии стала первой в Казахстане фармацевтической фабрикой.

### Добровольные переселенцы
Во второй половине XIX века в Казахстан начали прибывать польские трудовые мигранты, которые работали на фабриках по добыче соли в Акмолинской и Семипалатинской областях, на строительстве Сибирской железной дороги, на Урало-Эмбинском нефтяном месторождении. Также стали прибывать польские крестьяне-переселенцы.
Согласно данным первой всеобщей переписи населения Российской империи, проведенной в 1897 году, на территории современного Казахстана жили 1253 поляка из 4,1 млн жителей. В большинстве поляки проживали в городах — 983 человека (78 %), в уездах — 270 человек (22 %). При этом сбор информации проходил не по национальности, а по «родному языку», а многие поляки указывали в его качестве русский или украинский.
Во время Первой мировой войны с территорий Западной Украины и Белоруссии на территорию Казахстана приехал большой поток крестьян-беженцев, включая поляков. В 1921 году у польских беженцев появилась возможность возвратиться на родину. 18 ноября 1921 года Киргизское краевое управление определило правила оформления документов на репатриацию, но часть беженцев осталась жить добровольно, многим не удалось вернуться из-за препятствий советских властей (в основном, интеллигенция, работники железнодорожных служб, другие специалисты). Правилами также запрещалась репатриация лиц, не имеющих документов, подтверждающих польскую национальность, а также занимавших официальные должности на территориях, которые вошли в состав Польши.
Согласно Всесоюзной переписи 1926 года поляки составляли 0,06 % (3742 человека) населения Казахстана, из них в Акмолинской губернии — 1017 человек, в Семипалатинской губернии — 759 человек.

### Депортация поляков
28 апреля 1936 года СНК СССР под грифом «секретно» было принято постановление «О выселении из УССР и хозяйственном устройстве в Карагандинской области Казахской АССР 15.000 польских и немецких хозяйств», в котором, в частности, говорилось:
Совет Народных Комиссаров Союза ССР постановляет: Возложить [на] НКВД СССР переселение и организацию поселений в Карагандинской области Казахской АССР для польских и немецких хозяйств, переселяемых из УССР в количестве 15 000 хозяйств — 45 000 человек по типу существующих сельскохозяйственных трудпосёлков НКВД. Переселяемый контингент не ограничивается в гражданских правах и имеет право передвижения в пределах административного района расселения, но не имеет права выезда из мест поселений.
Первые переселенцы прибыли 10 июня на станцию Тайнча. В Южно-Казахстанскую область было отправлено 5500 семей, в Алма-Атинскую и Карагандинскую — по 3000 семей, в Восточно-Казахстанскую — 2000 семей, в Актюбинскую — 100 семей. Из общего количества первой волны спецпереселенцев взрослые составили 55,2 %, подростки — 6,2 %, дети — 38,6 %; по национальному составу: поляки — 75,7 %, немцы — 23,4 %, украинцы — 0,8 %, другие — 0,1 %. Земли, предоставленные для размещения спецпереселенцев, были малообжитыми, практически в голой степи. По данным НКВД, на 1 декабря 1936 года переселение поляков из Украины в Казахстан было завершено — количество переселившихся составило 68 тысяч человек (что превысило план на 23 тысячи).
В 1940—1941 годах прошло ещё 4 волны депортаций. Многочисленная националистически настроенная польская диаспора, расселённая вблизи границ страны, вызывала опасения советского руководства. Были депортированы в Сибирь осадники, которыми заселялись восточные районы Польши для закрепления польского присутствия. Другой категорией депортированных были беженцы, которые спасались от немецкой оккупации в Советском Союзе. Многие беженцы смогли взять с собой деньги, ценности, одежду, предметы быта, что облегчило им проживание на новом месте. Существуют расхождения в оценках численности депортированных в эти годы: большинство исследователей считает, что число высланных поляков составляло 380—400 тысяч из общего числа депортированных 470—600 тысяч.
В результате депортаций по итогам переписей 1939 и 1959 годов доля поляков в Казахстане составляла 0,8 % (54 809 человек) и 0,5 % (53 102 человека).

## Расселение
Характерно, что в Северо-Казахстанской области поляки проживают компактно. Так, Тайыншинский район СКО (райцентр — город Тайынша) отличается наибольшей концентрацией поляков в населении (2021 год), где они составляют 19,96 % населения района (8304 чел.), уступая по численности только казахам (28,62 %) и русским (24,69 %). При этом во всех других районах области, включая город Петропавловск, доля поляков не достигает и 1 %.

## Этнокультурные объединения

### Союз поляков Казахстана
Союз поляков Казахстана представляет интересы польского этноса в Ассамблее народа Казахстана и в других правительственных учреждениях страны. Его деятельность направлена на возрождение и развитие национальных традиций и обычаев, изучение родного языка и польской истории. Поддерживая и укрепляя связи с исторической родиной — Польшей, казахстанские поляки с благодарностью воспринимают Казахстан как свою Родину, где они родились, где нашли друзей, где могилы их родителей и дедов, где в едином народе Казахстана слились все этнические группы.
Первое объединение поляков появилось в 1989 г. в Кокшетау (Кокчетаве) по инициативе Анатолия Дьячинского. Такие группы возникли также в Караганде (инициатор Ф. Богуславский), в Алма-Ате (А. Левковский) и др. Эти отдельные объединения, зарегистрировав себя юридически в 1992 году, создали Союз поляков Казахстана.
Организационно Союз состоит из 13 областных объединений, возглавляемых выборными председателями областных советов Союза поляков. В районах и селах созданы районные и сельские полонийные организации, входящие в областные польские организации Союза поляков Казахстана. На республиканском уровне деятельность СПК осуществляется Республиканским координационным советом, во главе которого стоит выборный председатель.
1 декабря 2007 года на V отчётно-выборной Конференции председателем Союза поляков был избран Свинцицкий Виталий Зифридович (г. Павлодар).
С 15 июня 2019 года Союз поляков Казахстана возглавляет Островская Екатерина Викторовна (г. Астана).
В областях и городах польские этнические объединения входят в состав городских и областных Ассамблей. За последние годы СПК превратился в авторитетную общественную организацию, занимающую достойное место среди этнических групп единого народа Казахстана. Союз поляков Казахстана поддерживает самые тесные отношения с другими диаспорами, а также с государственными органами и общественными организациями Казахстана и Польши. Для работы с зарубежными польскими этногруппами в Польше существуют специальные общественные организации «Wspólnota Polska» и «Pomoc Polakom na Wschodzie», которые осуществляют культурно-просветительную, образовательную деятельность и финансово-материальную помощь полякам за рубежом, в том числе и в Казахстане. На протяжении лет налаживается и развивается сотрудничество с городами-побратимами в Польше, на примере городов Павлодар — Быдгощ, Астана — Варшава, Астана — Гданьск.

### Polska Jedność
С сентября 2014 года в столице Казахстана городе Астана действует общественное объединение «Polska Jedność» («Польское Единство»).
Основными направлениями работы организации являются: изучение польского языка; знакомство с историей, традициями и обычаями польского народа; организация и проведение праздников (государственных, национальных, народных, религиозных) Республики Казахстан и Республики Польша и культурных мероприятий, направленных на популяризацию польской культуры; установление культурных и научных связей между Казахстаном и Польшей; развитие деловых отношений между РК и РП; и многое другое.
Среди крупных проектов, реализованных ОО «Polska Jedność» — ежегодный республиканский литературный конкурс, посвященный депортации поляков в Казахстан, литературная акция «Narodowe Czytanie», Большой вечер польской поэзии, молодежный полонийный лагерь в Бурабае, Казахстанский фестиваль песни Анны Герман «Эхо любви», Дни Адольфа Янушкевича, Казахстанский арт-конкурс «Адольф Янушкевич и Страна Великой Степи», Казахстанские зимние полонийные игры и др.
При ОО «Polska Jedność» действуют единственная в Казахстане Общественная полонийная библиотека и Кабинет польского языка имени Адольфа Янушкевича.
Стать членом ОО «Polska Jedność» может любой желающий, кому небезразлично само понятие «польское единство», кто увлечен польской культурой или желает сохранить традиции предков.

### POLACY
В Астане действует Общественное Объединение POLACY
. Основное направление деятельности объединения — это изучение родного польского языка, культуры и истории поляков. В объединение представители польской диаспоры приходят, чтобы пообщаться, поговорить на родном языке, найти дело по душе в кружках и ансамблях, отпраздновать национальные праздники, приобщить детей к национальной культуре и традициям.